# Agapeta hamana
Agapeta hamana là một loài bướm đêm thuộc họ Tortricidae. Nó được tìm thấy ở châu Âu.
Sải cánh dài 15–24 mm. The moth gặp ở tháng 6 đến tháng 8, from dusk.
Ấu trùng ăn Carduus.

## Hình ảnh

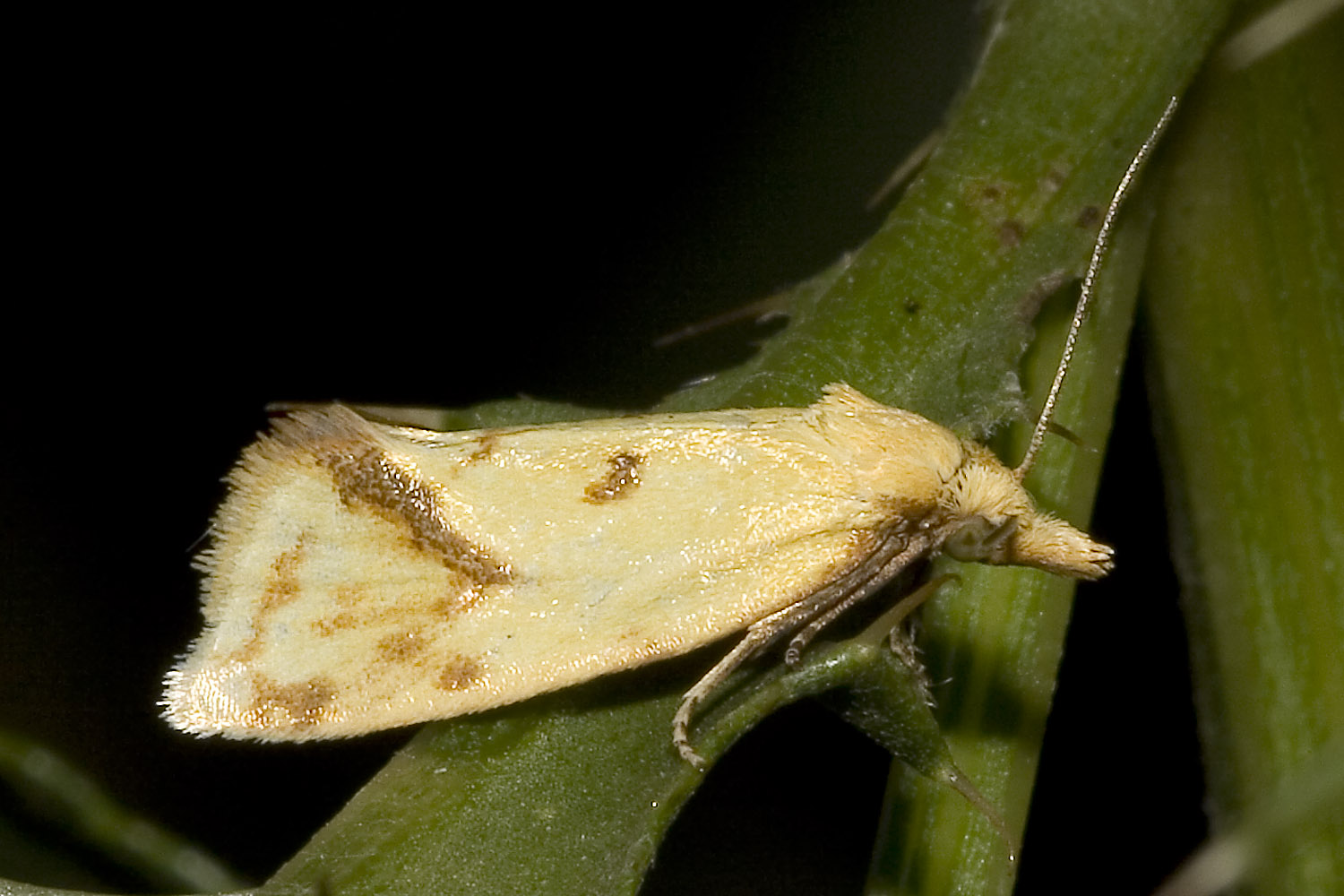
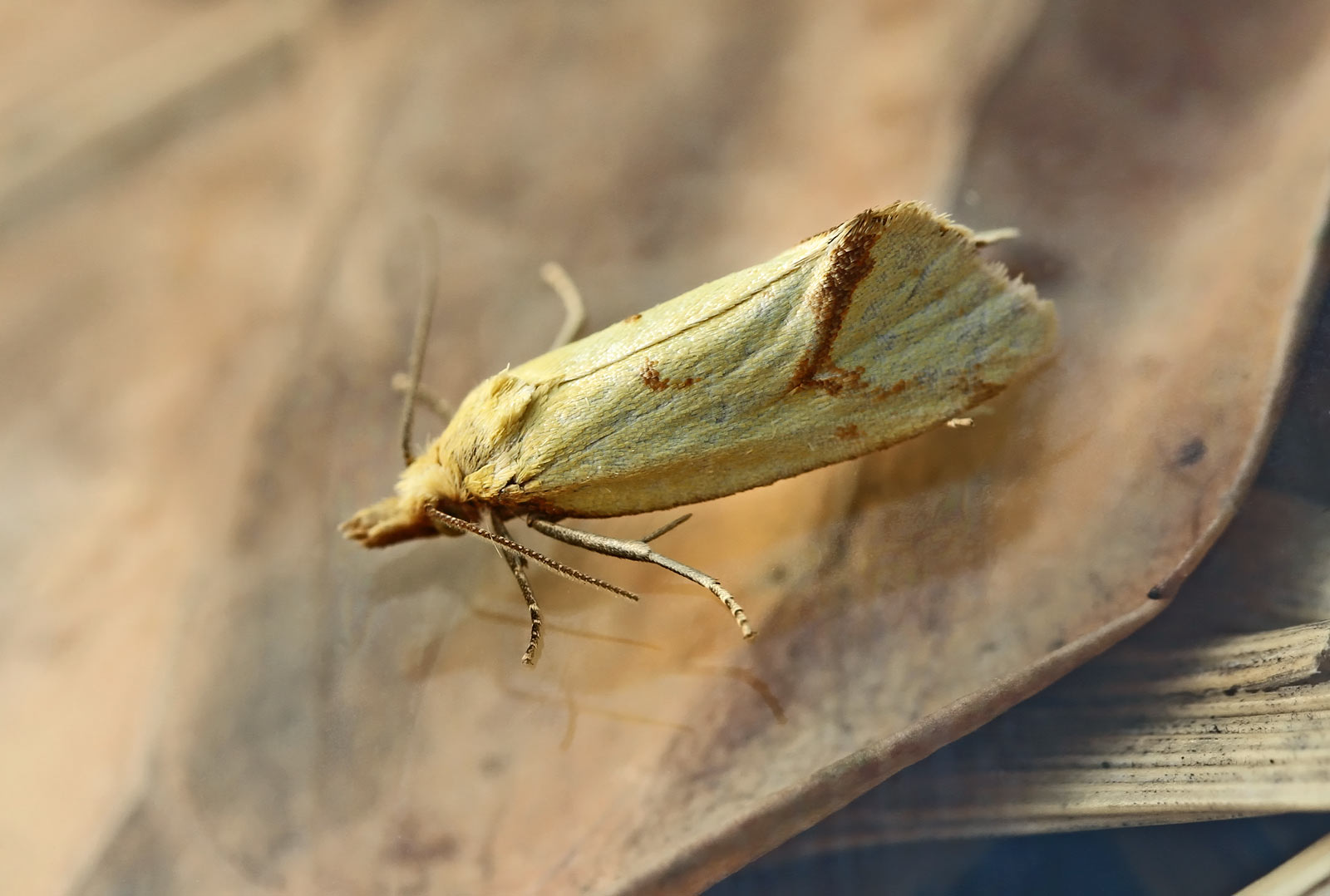
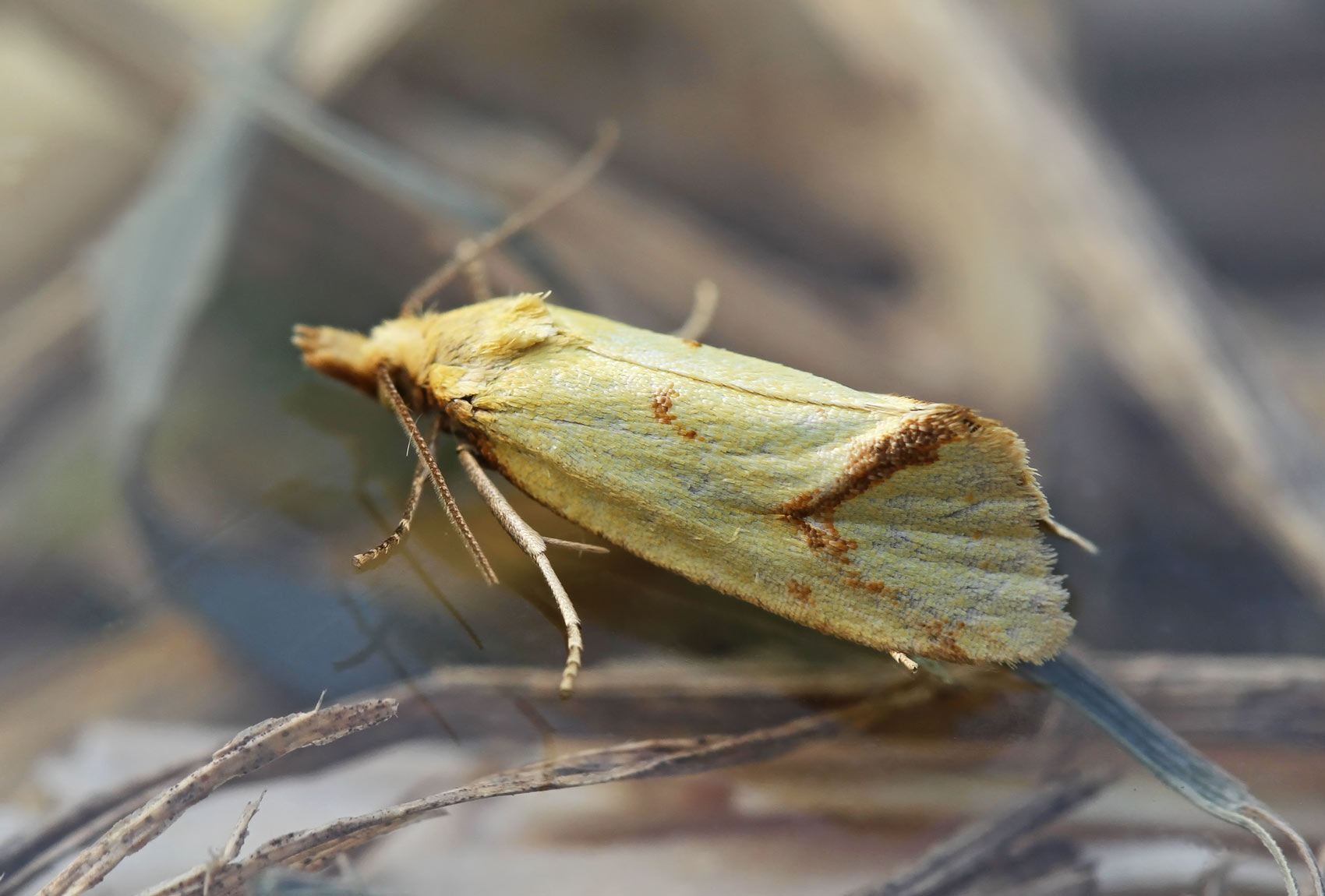
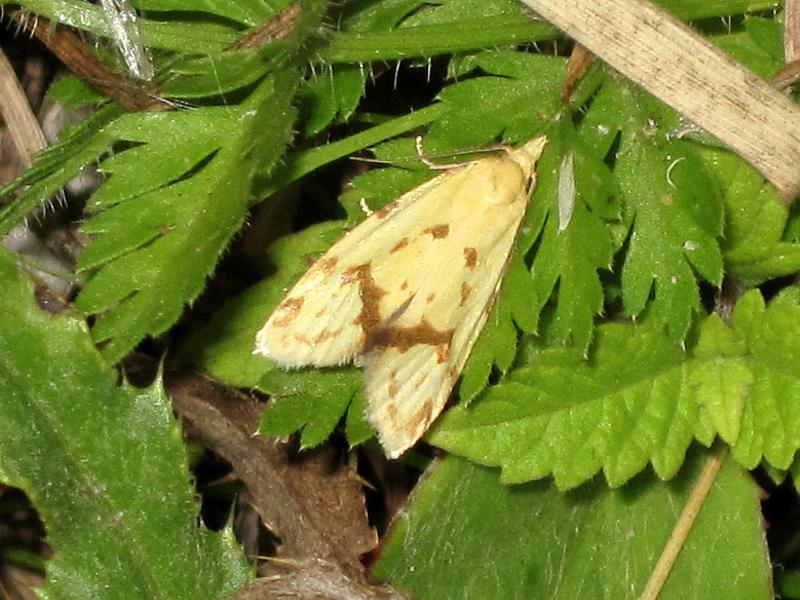